# Atti di Santippe e Polissena
Gli Atti di Santippe e Polissena (e Rebecca) sono un apocrifo del Nuovo Testamento relativo a due cristiane iberiche altrimenti sconosciute. È stato scritto in greco nel III-IV secolo.
Il testo è composto da due storie sostanzialmente autonome:
- cc. 1-21: a Roma un servo della iberica Santippe ascolta la predicazione di Paolo. Tornato in Iberia ne informa la padrona, che comincia una vita di digiuni, preghiere e celibato. Paolo è miracolosamente condotto da Santippe. Il marito è contrario alla nuova religione cristiana ma dopo un sogno rivelatore si converte.
- cc. 22-42: Polissena, sorella minore di Santippe, intende battezzarsi ma viene rapita da un nemico del suo fidanzato e condotta verso Babilonia. L'apostolo Filippo, avvertito in sogno da Dio, salva Polissena in Grecia, combattendo con 30 compagni contro 8000 soldati del rapitore. Polissena però fugge, giunge nella tana di un leone e lo implora di non mangiarla. Il leone la scorta fuori dal bosco dove incontra accidentalmente l'apostolo Andrea che la battezza. Insieme liberano poi una ragazza giudea, Rebecca e anch'essa si fa battezzare. Andrea parte e le due donne vengono rapite da un prefetto romano. Rebecca riesce a fuggire ed esce di scena. Il figlio del prefetto, anch'egli cristiano, riesce a far fuggire Polissena. Viene ricatturata e messa nell'arena con una leonessa che però la risparmia. La città si converte in massa. Dopo altre peripezie Polissena riesce a tornare in Iberia, dove incontra Paolo.

Dato l'avanzato periodo di composizione e la prevalenza del genere fiabesco-leggendario, l'apocrifo non può essere considerato un fedele resoconto storico, sebbene non si possa escludere una ripresa di precedenti tradizioni orali.